# Pepelu
José Luis García Vayá, genannt Pepelu, (* 11. August 1998 in Dénia, Spanien) ist ein spanischer Fußballspieler. Der zentrale Mittelfeldspieler steht derzeit bei FC Valencia unter Vertrag.

## Karriere

### Verein
García Vayá wurde am 11. August 1998 in Spanien geboren. Seine Jugendkarriere begann er beim lokalen Fußballverein CD Dénia. Von dort wechselte er im Jahr 2012 zur Akademie von UD Levante, wo er einen Vertrag bis zum Sommer 2021 erhielt. Im Dezember 2015 gab Pepelu sein Debüt für die erste Mannschaft. Er wurde in der Copa-del-Rey-Partie gegen RCD Espanyol für Juanfran eingewechselt.
Für mehr Spielpraxis wurde García Vayá im Sommer 2017 zu Hércules Alicante ausgeliehen. Nach der Leihe kehrte er zur B-Mannschaft zurück. Es folgte in der Saison 2019/20 wieder eine Leihe zu CD Tondela und zur Saison 2020/21 zu Vitória Guimarães. Zur Saison 2021/22 kehrte García Vayá zum UD Levante zurück und etablierte sich schnell zum Stammspieler.
Nach dem Abstieg in der zweiten Liga verlängerte García Vayá seinen Vertrag bei UD Levante, der ihn zehn Jahre lang bis zum 30. Juni 2032 beim Klub bindet.

### Nationalmannschaft
García Vayá gab im Jahr 2014 sein Debüt für die U-17-Auswahl der spanischen Nationalmannschaft. Für diese spielte er ein Jahr lang und absolvierte 15 Spiele, in denen ihn auch zwei Treffer gelangen. Im Jahr 2016 spielte García Vayá für die U-18- und U-20-Auswahl der spanischen Nationalmannschaft. Bei denen absolvierte er insgesamt acht Spiele trefferlos.
Im Oktober 2019 debütierte García Vayá für die spanische U-21-Nationalmannschaft. Er stand in der Startelf beim Freundschaftsspiel gegen die deutsche U-21-Nationalmannschaft.